# Jelena Ivezić
Jelena Ivezić (17 de março de 1984) é uma basquetebolista profissional croata.

## Carreira
Jelena Ivezić integrou a Seleção Croata de Basquetebol Feminino, em Londres 2012, que terminou na décima colocação.